# Evan Parker
Evan Parker (* 5. dubna 1944, Bristol) je anglický saxofonista věnující se volné improvizaci a jazzu. V roce 1970 spolu s kytaristou Derekem Baileyem a bubeníkem Tonym Oxleyem založil hudební vydavatelství Incus Records. Během své kariéry nahrál mnoho vlastních alb a spolupracoval s dalšími hudebníky, mezi které patří například Borah Bergman, Anthony Braxton, Paul Bley, Gavin Bryars, Stan Tracey, Cecil Taylor, Thurston Moore nebo Charlie Watts a mnoho dalších. V roce 2011 nahrál spolu s Ikue Mori, Markem Nauseefem a Billem Laswellem album Near Nadir.